# Flugplatz Immola

i7
i11
i13
Der Flugplatz Immola (finnisch Immolan lentokenttä, ICAO-Code: EFIM) ist ein Flugplatz in Imatra im Südosten Finnlands.

## Geschichte
Der etwa zehn Kilometer nordöstlich der Stadt Imatra gelegene Flugplatz wurde 1933 gebaut und war im Zweiten Weltkrieg eine Basis der finnischen Luftwaffe. 1944 war der deutsche Gefechtsverband Kuhlmey in Immola stationiert. Auf dem Flugplatz in Immola wurde zum Gedenken an den Gefechtsverband Kuhlmey am 23. Juli 1994 ein Gedenkstein eingeweiht.
Heute wird das Gelände als Sportflugplatz genutzt.